# Prochiloneurus rungsi
Prochiloneurus rungsi is een vliesvleugelig insect uit de familie Encyrtidae. De wetenschappelijke naam is voor het eerst geldig gepubliceerd in 1934 door Masi.